# 星系自轉問題

旋涡星系Messier 33的旋转曲线（黄色和蓝色点，带误差条），以及根据可见物质分布预测的旋转曲线（灰色线）。

星系自轉曲線（英語：Galaxy rotation curve）可以繪製成以恆星或氣體的軌道速度為y軸，相對於至核心距離為x軸的圖表。
恆星圍繞星系核心公轉的速度在從星系核心開始的一個大範圍的距離內是均速。
星系自轉問題是被觀察到的轉動速度，和可觀測到的螺旋星系質量，以牛頓動力學預測的星系盤部分的速度之間所造成的矛盾。目前認為這一矛盾現象可以經由暗物質和暈的存在與延伸入星系中而予以解決。
星系/恆星的旋轉/軌道速度並不遵循其他軌道系統的規則，例如恆星/行星和行星/月體的大部分質量都在中心。恆星在很大的距離範圍內，都是以相等或越來越快的速度繞著它們的星系中心轉動。相反地，行星系統中的行星和繞行星運轉的衛星的軌道速度會根據開普勒第三定律隨著距離的增加而下降。這反映了這些系統內的質量分佈。根據星系所發出的光來估計星系的質量是太低了，無法解釋速度觀測的結果。
星系旋轉問題是觀測到的星系旋轉曲線與理論預測之間的差異，理論預測是假設中心主導的質量與觀測到的發光物質相關。當星系的質量剖面是根據螺旋狀的恆星分佈和恆星盤的質量光比來計算時，它們與觀測到的旋轉曲線和萬有引力定律所得出的質量並不一致。解決這個難題的方法是假設暗物質的存在，並且假設暗物質的分佈從星系的中心一直到星系的暈。如此一來，兩條曲線之間的差異就可以透過在銀河周圍加入暗物質暈來解釋了。
雖然到目前為止，暗物質是最被接受的旋轉問題解釋，但其他的建議也有不同程度的成功。在這些可能的替代方案中，最值得注意的是修正牛頓動力學（MOND），它涉及修改萬有引力定律。

## 歷史和問題的描述

典型的螺旋星系自轉曲線：預測的（A）和觀測的（B）。

在1959年，Louise Volders指出螺旋星系M33的轉動沒有遵循開普勒定律，到了1970年代，這個結果已擴展至許多其他的螺旋星系。基於這樣的模型，在螺旋盤面上的物質（像是恆星和氣體）環繞核心旋轉的軌道應該與太陽系的行星相似，也就是說，都應該遵循牛頓力學。基於此，可以預期在足夠遠的距離上環繞星系中心天體的平均軌道速度應該依照質量分佈的遞減，與軌道距離的平方根成反比（圖一中的虛點線）。在發現這種矛盾之時，星系的質量被認為大多集中在星系的核球內，接近星系的核心。
但是，觀測的螺旋星系自轉曲線，都不能證實此一觀點。相反的，曲線沒有如預期的隨距離的平方根減少，而是"平的"－在中心核球外的速度相對於距離几乎是個常數（圖一中的實線）。對這一現象的解是在符合最少調整的宇宙的物理定律下，是有為數可觀的質量不僅是遠離星系的中心，而且在質量對光度的比率上，發光率也很低。這些額外的質量被天文學家建議歸結為在星系暈內的暗物質，早在40多年前弗里茨·兹威基研究星系團時就已經假設這樣的物質存在了。如今有大量的觀測證據指出冷暗物質的存在，而其存在是宇宙學Lambda-CDM model的主要特色之一。

## 更進一步的研究
在說服人們相信暗物質的存在曾是很重要的論述，而目前在星系自轉曲線的工作中提供了一些巨大的挑戰。在1990年代，對低表面亮度星系（LSB）的星系自轉曲線和塔利-费舍尔关系的位置進行了詳細的研究顯示它們沒有預期之外的行為。這些星系的行為也是由令人驚奇且時髦的暗物質掌控。無論如何，這種被暗物質掌控的矮星系或許掌握到了結構形成的矮星系問題。
對暗物質理論進一步的挑戰，或者至少是它最普遍的形式－ 冷暗物質（CDM），來自對低表面亮度星系中心的分析。根據CDM的數值模擬，預測被暗物質控制系統的自轉曲線，例如這些星系，對實際的自轉曲線觀測沒有顯示出如預測的形狀。。這是所謂冷暗物質的星系暈尖點問題，是由理論的宇宙學家提出的一個較易處理的問題。
暗物質理論繼續支持星系自轉曲線的解釋，因為暗物質不僅從這些曲線得到證據，它也在大尺度結構形成的模擬中成功的解釋星系團中的星系團動力學（一如兹威基最初的提議）。暗物質也正確的預測重力透鏡觀測的結果。

## 暗物質的替代方案
用於解釋星系自轉曲線的暗物質，可供抉擇的數量是有限的。其中一個被討論的選擇是修正牛頓動力學（MOND），起初是在回溯1983年的現象作邏輯性的解釋，但後來發現對LSB的自轉曲線預測有強大的能力。重力的物理性質會在大尺度上改變的論斷，直到現在依然不是相對論中的理論。可是，這改變了現在張量–向量–純量重力（TeVeS）理論的發展。更成功的選擇是Moffat修正的重力理論（MOG），例如純量–張量–向量重力（STVG）。.  Brownstein和Moffat（astro-ph/0506370 （页面存档备份，存于））應用MOG對星系自轉曲線加以質疑，並且已經有超過一百個的低表面亮度星系（LSB）、高表面亮度星系（HSB）和矮星系是吻合的樣品。

基於廣義相對論度量建立星係自轉模型的嘗試，顯示銀河系 、 NGC 3031 、 NGC 3198和NGC 7331的自轉曲線與可見物質的質量密度分佈一致，以及其他類似的工作， 一直存在爭議。對於一個由軸對稱、靜止自轉的塵埃組成的系統，在低能極限下，愛因斯坦方程式的解作為星系的玩具模型，表現出非牛頓特徵，例如平坦的自轉曲線。這些旋轉系統是純相對論對象，因為它們沒有牛頓類似物。
根據對蓋亞探測器資料的最新分析，如果採用廣義相對論的整個方程組而不是牛頓近似 ，那麼至少可以解釋銀河系的自轉曲線，而不需要任何暗物質。